# Porto di Taureana di Palmi
Il Porto di Taureana di Palmi, anche noto come Porto di Palmi, è un porto turistico ubicato in località Taureana di Palmi, all'estremità nord dell'omonima rada del comune di Palmi. La struttura è classificata nella I categoria quale porto rifugio e nella II categoria, IV classe, per le funzioni di rada commerciale. La superficie occupata comprende un'area demaniale marittima di circa 86.750 m² di suolo mentre lo specchio acqueo è di circa 40.000 m².
Il porto è il principale scalo turistico del litorale tirrenico della Calabria meridionale. Ancora in parte da ultimare, la struttura è stata progettata per la nautica da diporto e per la pesca offrendo, a lavori conclusi, servizi quali piccola cantieristica, rifornimento e ristorazione.

## Storia
La popolazione di Palmi, fin dalla sua fondazione avvenuta nel 951, era dedita al commercio marittimo e alle arti marinaresche, in quanto fondata dai cittadini di Tauriana che svolgevano tali attività. Per questo, già prima del X secolo, nella zona vi era un porto che serviva la città di Tauriana.
Il bacino del porto di Tauriana si doveva trovare, probabilmente, nella zona denominata "La Scala" posta tra gli attuali quartieri di Pietrenere e di Scinà. Ciò in quanto si evidenzia, nelle cartografie aeree degli anni cinquanta del XX secolo, una lingua sabbiosa naturale che poteva essere il riparo, degli scafi, dai venti provenienti da sud e da ovest. Questo approdo naturale, in età romana, fu forse trasformato con adeguate opere murarie, in un bacino portuale attrezzato con moli. Tra l'altro gli storici ipotizzano che il porto di Tauriana potesse corrispondere all'antica città di Porto Oreste.
Nel 903 il porto di Tauriana ospitò una nave che trasportava, da Salonicco, le spoglie di sant'Elia di Enna e, nell'XI secolo, vi approdò il conte di Calabria Ruggiero I, per sbarcare nella regione proveniente dalla Normandia.
Conferme dell'ubicazione continuativa di un porto nella zona sono fornite anche nei secoli seguenti, durante i quali vi era una struttura commerciale attiva, che contribuì allo sviluppo della nuova città di Palmi. Difatti, dagli inizi del XVI secolo, servendosi della Marina di Pietrenere, i marinai palmesi con le loro feluche tenevano commerci che arrivavano fino a Napoli. Sempre dal porto di Pietrenere partivano le feluche per il commercio con l'estero anche a seguito della istituzione a Palmi, nel 1662, di una «fiera ossia mercato» voluta del marchese Andrea Concublet.
Nel XVIII secolo era presente uno "scaricatoio", dal quale si commerciava l'olio ed il porto era uno dei più fiorenti del mezzogiorno settecentesco.
La fiorente attività commerciale che partiva dal porto di Pietrenere vi fu anche nel XIX secolo, tanto che il re Ferdinando II inserì la dogana di "Palmi e Pietrenere" tra quelle di II classe. Negli anni seguenti però, poiché l'interramento della zona avanzava, il vicario generale di Calabria del Regno di Napoli sostituì il porto del borgo marinaro palmese con quello di Gioia Tauro, dove fabbricò un primo magazzino di deposito per il commercio dell'olio. Anche in funzione di ciò, il re Ferdinando II declassò la dogana di "Palmi e Pietrenere" dalla II alla III classe, in quanto erano cessate da anni le esportazioni per l'estero di generi locali soggetti a «dazi doganali di estrazione».
Nel XX secolo iniziò invece la progettazione di un porto turistico e per la pesca in località Tonnara di Palmi. Per la sua realizzazione fu redatto un Piano Regolatore Portuale nel 1947 e venne costruito il molo di sopraflutto. Nel periodo 2002-2008 vennero eseguiti i lavori per il completamento e la definitiva realizzazione del porto. Dal 2007 la gestione del porto è di competenza dell'Autorità Portuale di Gioia Tauro, al fine di favorire lo sviluppo economico dello stesso.

## Caratteristiche

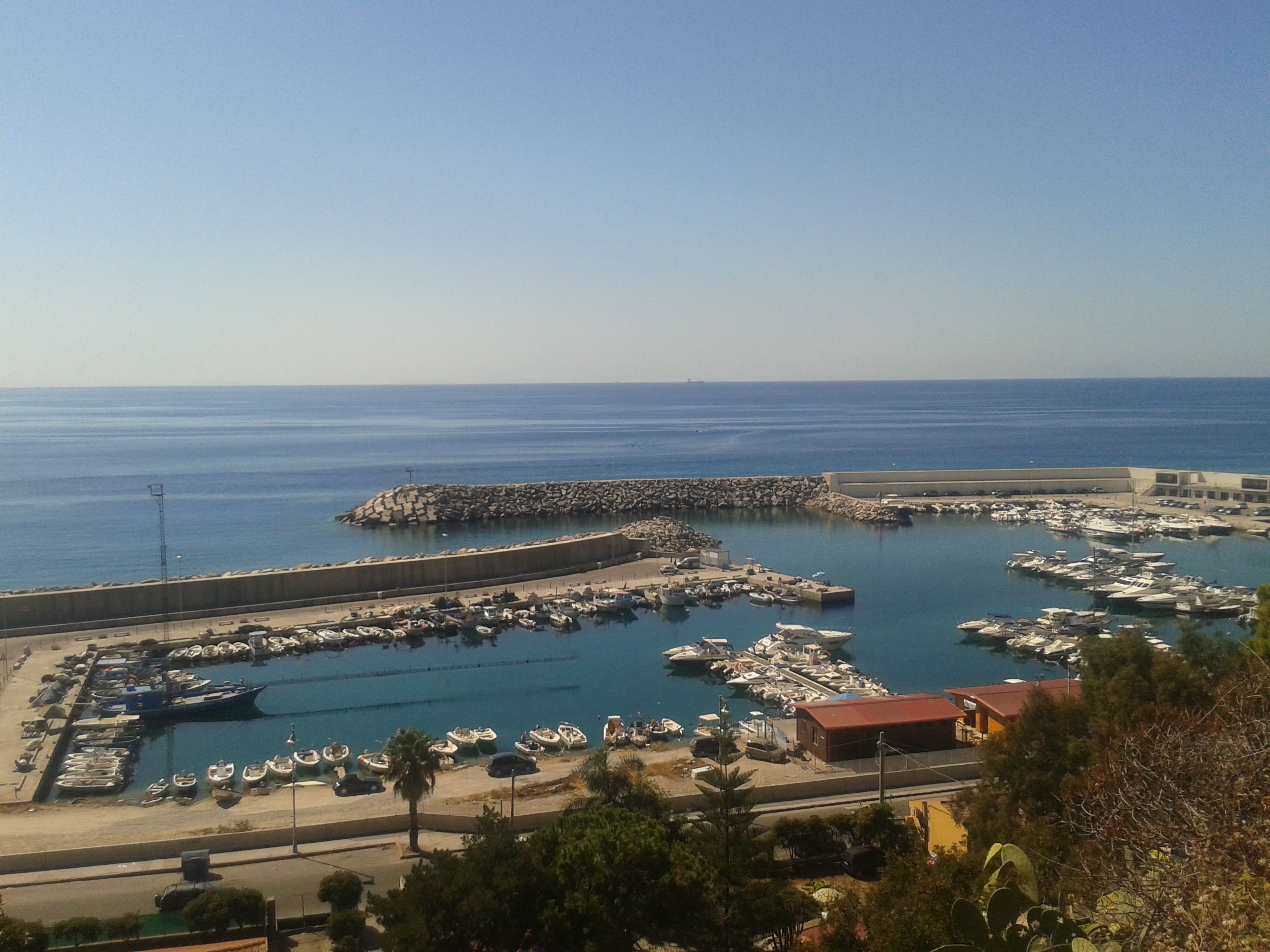
L'ingresso del porto di Palmi.

L'attività principale è la pesca, messa in opera da una flotta che conta circa cento pescherecci ed imbarcazioni, dedite alla pesca artigianale.

### Caratteristiche attuali
Le caratteristiche attuali e le opere portuali esistenti ad oggi sono le seguenti:
- Molo di sopraflutto, lunghezza 298 m e parallelo alle isobate e alla linea di costa;
- Molo di sottoflutto, lunghezza 235 m ed in parte ortogonale alla costa ed in parte parallelo alle isobate in direzione sud-nord.
- Fondali:
  - Pescaggio di 5 m all'imboccatura e lungo il molo di sopraflutto;
  - Pescaggio di 3,5 m nel tratto dell'alaggio, del varo delle imbarcazioni (darsena e scivolo) e lungo le rimanenti banchine, digradando fino allo zero in corrispondenza dell'arenile non banchinato;
- Fari e fanali:
  - Fanale a lampi rossi, periodo 3 sec., portata 5M sulla testata del molo di sopraflutto;
  - Fanale a lampi verdi, periodo 3 sec., portata 5M sulla testata del molo di sottoflutto;
  - Fanale a luce rossa, portata 4M sulla testata del pennello molo di sottoflutto;
- Fondo marino sabbioso;
- Box dati in concessione ai pescatori locali.

I venti sono del IV quadrante e sui divieti prendere visione dell'Ordinanza n. 08/2009 articolo 6.

### Caratteristiche di progettazione futura
Nel 2011 ne è stato programmato il definitivo completamento che prevede la realizzazione di un edificio destinato alla pesca ed agli uffici dell'Autorità Portuale e della Capitaneria di porto oltre a varie sistemazioni esterne. Rimane in attesa del suo definitivo completamento la realizzazione della banchina di riva.

## Il Piano Regolatore Portuale
Nel 1947 venne adottato un Piano Regolatore Portuale per la realizzazione del porto in località Tonnara. Con tale piano fu realizzato, come detto, solamente il molo di sopraflutto. Una Variante al Piano, n. 2314, datata 16 ottobre 1958 venne approvata con Decreto Ministeriale n. 52/96 il 22 giugno 1969, per prolungare il suddetto molo di sopraflutto, mai completato ed in parte distrutto dalle mareggiate. Per proseguire i lavori si dovette attendere alcuni decenni, fin quando il consiglio comunale di Palmi approvò, il 7 febbraio 2000, un'ulteriore Variante al Piano Regolatore Portuale che venne adottata, con decreto n. 12 del 13 settembre 2001, dalla Capitaneria di Porto di Gioia Tauro e successivamente approvata, con decreto n. 4777 del 3 maggio 2002, dalla Regione Calabria.